# Zelda Fitzgerald
Zelda Fitzgerald o Zela Sayre de naixement (Montgomery, 24 de juliol de 1900 – Asheville, 10 de març de 1948) fou una pintora, novel·lista i celebritat estatunidenca.
Nascuda a la capital d'Alabama, destacà per la seva bellesa. Casada amb l'autor Francis Scott Fitzgerald, la va batejat com «la primera americana flapper», i la parella va esdevenir una icona de l'Era del jazz. L'èxit de la primera novel·la de Scott This Side of Paradise (1920) els va introduir a l'alta societat, però el matrimoni va estar marcat pels excessos amb l'alcohol, infidelitats i recriminacions. Ernest Hemingway la va culpar de la escassa producció literària de Scott, encara que els seus extensos diaris proporcionaven molt material per a la ficció. Després d'haver estat diagnosticada d'una esquizofrènia, fou internada en clíniques especialitzades temporades cada cop més llargues, i la parella vivia separada quan Scott va morir de sobte el 1940. Zelda va morir set anys i escaig més tard en un incendi a l'hospital d'Asheville, a Carolina del Nord.
Una biografia de Nancy Milford sobre ella, on és retratada com una icona del feminisme i víctima d'un marit controlador, va suposar un ressorgir de la seva figura. L'obra, Zelda: A Biography (1970), va ser un supervendes. El 1992, Zelda fou incorporada al Saló de la Fama de la Dona d'Alabama.

## Antecedents familiars i vida primerenca

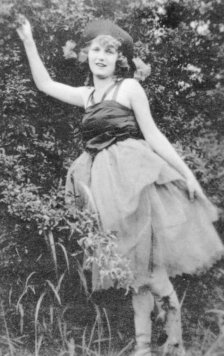
Zelda Sayre amb uns setze anys, amb vestit de ball

Zelda Sayre va néixer a Montgomery, Alabama i era la més jove d'entre sis germans. La seva mare, Minerva Buckner «Minnie» Machen (23 de novembre de 1860 - 13 gener de 1958), li la donar el nom en referència als personatges d'unes històries poc conegudes: Zelda: A Tale of the Massachusetts Colony (1866) de Jane Howard, i Zelda's Fortune (1874) de Robert Edward Francillon. Zelda fou una nena consentida i mimada per la seva mare. No obstant, el seu pare Anthony Dickinson Sayre (1858-1931) —un jutge de la Cort Suprema d'Alabama i un dels juristes més importants d'Alabama— era un home estricte i distant.
La família descendia dels primers colonitzadors de Long Island que s'havien traslladat a Alabama abans de la Guerra Civil. En el moment del naixement de Zelda, els Sayres eren una prominent família del sud. El seu besoncle, John Tyler Morgan, va formar part del Senat dels Estats Units durant sis legislatures; el seu avi patern editava un diari a Montgomery; i la seva àvia materna era Willis Benson Machen, que fou un breu període senadora de Kentucky.
De nena, Zelda era extremadament activa. Ballava, prenia classes de ballet i gaudia de les activitats a l'aire. El 1914, va començar l'escola secundària Sidney Lanier. Era brillant però no li interessaven molt les lliçons. El seu interès pel ballet va continuar fins a la secundària, on va desenvolupar una vida social molt activa. Bevia, fumava i passava gran part del temps amb nois, convertint-se en la líder de la vida social del jovent. Un diari va recollir unes declaracions que va fer en la presentació d'una de les seves actuacions de ballet: «a mi només m'importen els nois i nedar». Va desenvolupar una necessitat de cridar l'atenció i desobeir les normes, ja fos ballant el Xarleston o utilitzant vestits de bany ajustats i de color carn, per alimentar rumors que nedava nua. La reputació del seu pare li servia com una mena d'escut de seguretat, evitant la seva ruïna social, ja que en aquella època s'esperava que les dones del sud dels Estats Units fossin delicades, dòcils i complaents. Conseqüentment, les entremaliadures de la Zelda resultaven escandaloses per als que l'envoltaven i es va convertir —juntament amb la seva amiga de la infància i futura estrella de Hollywood, Tallulah Bankhead— en el centre de les xafarderies de Montgomery.

## Francis Scott Fitzgerald

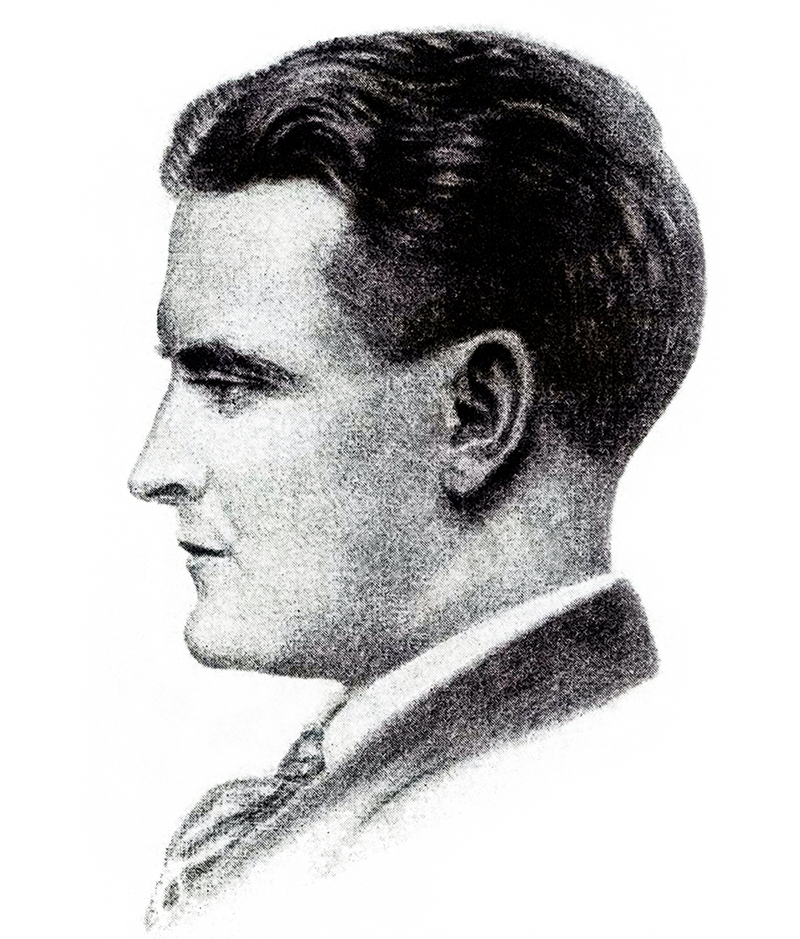
Francis Scott Fitzgerald, per Gordon Bryant a la revista Shadowland (1921)

Zelda va conèixer el futur novel·lista F. Scott Fitzgerald el juliol de 1918 quan ell, que s'havia ofert voluntàriament per a l'exèrcit, es trobava a Camp Sheridan, als afores de Montgomery. Scott va començar a trucar-la cada dia i anava a Montgomery els dies que lliurava. Li va parlar dels seus plans de esdevenir famós, i li va enviar un capítol d'un llibre que escrivia, on el personatge de Rosalind Connage a This Side of Paradise estava basat en ella. Va escriure: «totes les crítiques de Rosalind acaben en la seva bellesa», i li va dir a Zelda que «l'heroïna s'assembla a vostè en més de quatre maneres». Zelda era més que una simple musa; després d'haver ensenyat a Scott el seu diari personal, ell va utilitzar extractes literals en la seva novel·la. Així, en el final de This Side of Paradise, el soliloqui de la protagonista Amory Blaine al cementiri, per exemple, era una copia literal del diari de Zelda.
Segons Nancy Milford, la primera trobada de Zelda i Scott va ser en un club de ball a Montgomery, i fou reflectida per Scott en la seva novel·la El gran Gatsby quan descriu la primera trobada de Jay Gatsby amb Daisy Buchanan, encara que va desplaçar la ubicació a una estació de tren en el llibre. Scott no era l'únic home que festejava a Zelda i la competència va fer que la desitgés encara més. En el llibre que va escriure meticulosament al llarg de la seva vida, Scott va assenyalar el 7 de setembre de 1918 que s'havia enamorat. Sembla que ella també; la seva biògrafa, Nancy Milford, va escriure: «Scott va detectar alguna cosa en Zelda que ningú abans que ell havia percebut: un sentit romàntic de pompositat similar al seu».
El festeig es va interrompre breument a l'octubre quan va ser convocat al nord. Esperava ser enviat a França, però va ser assignat a Camps Mills, a Long Island. Mentre estava allà, es va signar l'armistici amb Alemanya. Scott va tornar a la base prop de Montgomery i, el desembre, ja eren inseparables. Scott descrigué posteriorment el seu comportament com una «imprudència sexual». El 14 de febrer de 1919, Scott va ser donat d'alta de l'exèrcit i es va dirigir al nord per establir-se a la ciutat de Nova York.
S'escrivien amb freqüència i, el març de 1920, Scott li va enviar a Zelda l'anell de la seva mare i es comprometeren. Molts dels amics de Zelda i membres de la seva família es varen mostrar cautelosos amb la relació, ja que no aprovaven el consum excessiu d'alcohol de Scott, i a la família episcopal de Zelda no li agradava el fet que fos catòlic.

## Matrimoni
El setembre Scott va acabar la seva primera novel·la, This Side of Paradise, i el manuscrit va ser ràpidament acceptat per a ser publicat. Quan va saber que la novel·la havia estat acceptada, va escriure al seu editor Maxwell Perkins, pregant-li que s'afanyés en el seu llançament: «tinc moltes coses que depenen de l'èxit [de la novel·la], incloent per descomptat a una noia». El novembre va tornar a Montgomery amb la notícia sobre la seva obra. Zelda va acceptar casar-se amb ell quan fos publicat el llibre; ell va prometre portar-la a Nova York «amb tota la iridescència del començament del món». This Side of Paradise fou publicada el 26 de març i Zelda va arribar a Nova York el 30 del mateix mes. Es va casar en una petita cerimònia a la catedral de Sant Patrici el 3 d'abril de 1920. Segons Canterbery i Birch, i el mateix Fitzgeraldand, aquesta primera novel·la va ser l'«as de triomf» de Fitzgerald, que va veure la publicació com un camí directe al cor de Zelda.
Zelda i Scott van esdevenir celebritats de Nova York, tant pel seu comportament salvatge com per l'èxit que va tenir la novel·la. Se'ls va expulsar de l'Hotel Biltmore i de l'Hotel Commodore per les seves borratxeres. Un exemple del seu comportament va ser quan Dorothy Parker els va conèixer per primera vegada. Zelda i Scott estaven asseguts damunt d'un taxi i Parker va dir: «Tots dos lluïen com si acabessin de sortir del sol; la seva joventut era sorprenent. Tothom els volia conèixer». La seva vida social era alimentada per l'alcohol. Públicament, la beguda els feia destacar en les festes, però en privat feia que es barallessin contínuament. Per al seu delit, a les pàgines dels diaris de Nova York, Scott i Zelda s'havien convertit en icones de la joventut i l'èxit, en els enfants terribles de l'època del Jazz.

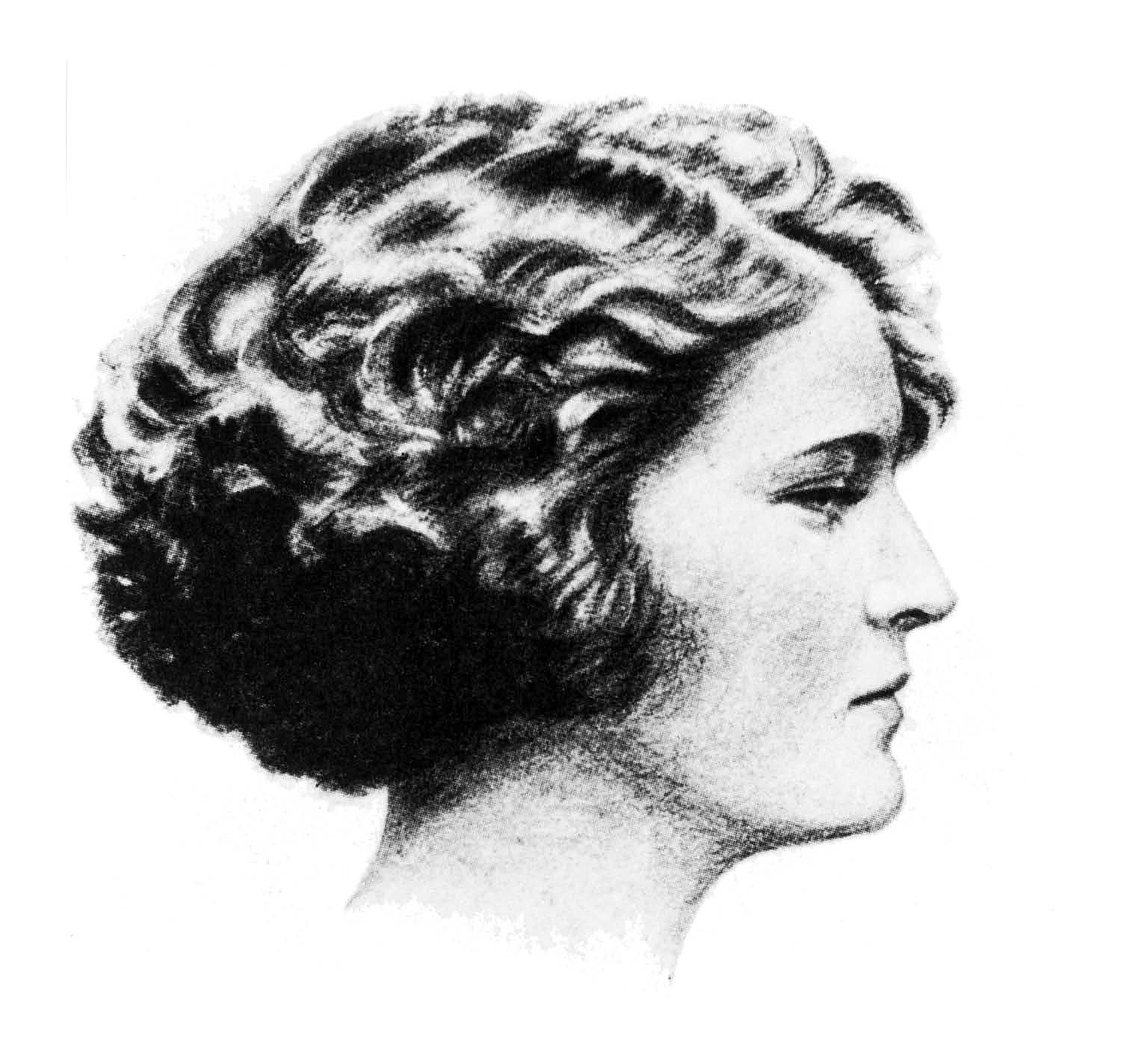
Zelda, el 1922

En el dia de Sant Valentí de l'any 1921, mentre Scott treballava en el final de la seva segona novel·la The Beautiful and Damned, Zelda va descobrir que estava embarassada. La parella va decidir anar-se'n a la casa de Scott a Saint Paul, Minnesota, per tenir el nadó. El 26 d'octubre de 1921, Zelda va donar a llum a Frances Scott Fitzgerald. Mentre es recuperava de l'anestèsia, Scott la va gravar dient, «Oh Déu meu, estic borratxa. Mark Twain. No és intel·ligent, té singlot. Espero que sigui bonica i ximple, una bella ximpleta». Moltes de les seves paraules varen ser reflectides en les novel·les de Scott; a El gran Gatsby, la protagonista Daisy Buchanan expressa més o menys els mateixos desitjos per a la seva filla.
Zelda mai va ser gaire casolana, ni va mostrar interès en la cura de la llar. El 1922, els Fitzgerald van contractar una mainadera per a la seva filla, una parella que netegés la casa i una senyora per la bugada. Quan Harper & Brothers li va demanar a Zelda que contribuís a Favorite Recipes of Famous Women (Receptes Favorites de les Famoses), ella va escriure «Mira si hi ha cansalada, i si és que n'hi ha, pregunta-li al cuiner en quin estri fregir-la. Després pregunta-li si hi ha ous i, si n'hi ha, intenta convèncer el cuiner que en faci dos de bullits. És millor no intentar torrar el pa, ja que es crema molt fàcilment. També, en el cas de la cansalada, no posis el foc massa alt o hauràs d'anar-te'n de casa una setmana. Serveix els aliments en plats de porcellana preferentment, tot i que d'or o fusta també serveixen».
A principis de 1922, Zelda es va tornar a quedar embarassada. Tot i que alguns escriptors han dit que en els diaris de Scott hi ha una entrada esmentant a «Zelda i el seu avortament», en realitat no existeix. Es desconeixen els pensaments de Zelda durant el seu segon embaràs, però en el primer esborrany de The Beautiful and Damned, Scott va escriure una escena en la qual el personatge femení principal, Glòria, creu que està embarassada i Anthony li suggereix que «parli amb alguna dona i decideixi què és el millor a fer. La majoria ho resolen d'alguna manera». El suggeriment d'Anthony va ser eliminat de la versió final, un canvi que va fer distreure l'atenció de la Glòria i la seva decisió d'avortar, envers la preocupació que un nadó arruïnés la seva figura.

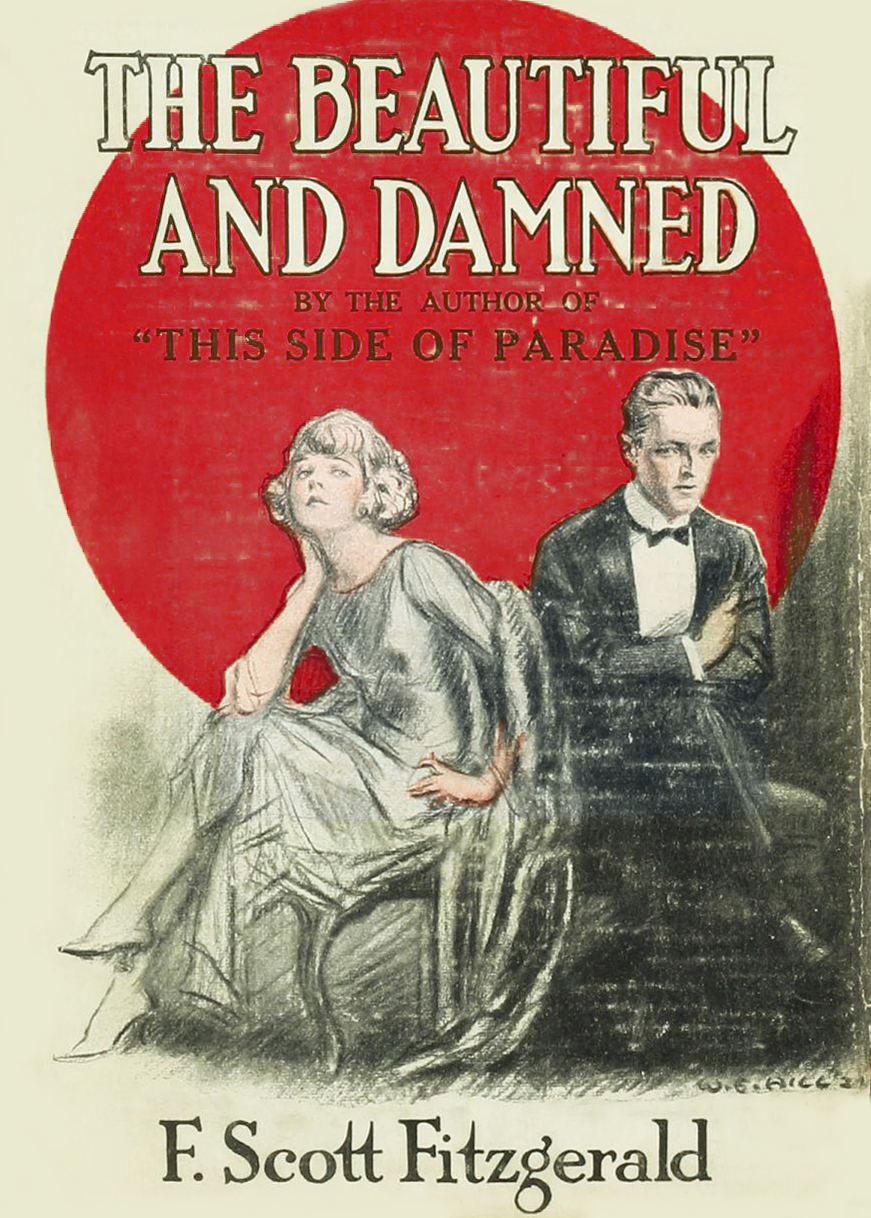
La portada de la primera edició de The Beautiful and Damned amb els personatges principals d'Anthony i Gloria dibuixats per tal d'assemblar-se a Scott i Zelda

A mesura que s'apropava la publicació de The Beautiful and Damned, el nou editor literari del New York Tribune, Burton Rascoe, es va apropar a Zelda per temptar els lectors amb una fresca ressenya sobre el treball més recent de Scott. En l'escrit va fer referència, fent broma, a l'ús dels seus diaris per part de Scott a les seves obres, però en realitat es va convertir en una autèntica font de ressentiment.
| « | Per començar, tots haurien de comprar aquest llibre per raons estètiques: primer, perquè sé on trobar la tela daurada més bonica per només 300 dòlars en una botiga del carrer 42, i també, si prou persones la compren, sé on hi ha un anell de platí amb un cercle sencer, i també si moltes persones el compren, el meu marit necessita un nou abric d'hivern, tot i que el que té ha aguantat molt bé durant els tres anys passats […] Em sembla que en una pàgina vaig reconèixer un fragment d'un antic diari meu, el qual misteriosament va desaparèixer poc després del meu casament i, també fragments d'una carta, la qual, considerablement editada, em va resultar familiar. De fet el senyor Fitzgerald —em sembla que és així com s'escriu el seu nom— sembla creure que el plagi comença en la pròpia llar. | » |

L'article va fer que Zelda rebés noves ofertes d'altres revistes. Al juny, un article de Zelda, «Eulogy on the Flapper», va ser publicat a la revista Metropolitan Magazine. Tot i que aparentment era un article sobre la decadència de l'estil de vida flapper, la biògrafa de Zelda, Nancy Milford va escriure que l'assaig «era una defensa del seu propi codi d'existència». Zelda va descriure a les flapper de la següent manera:
| « | La flapper es despertava de la letargia de sub-deb-isme, s'arreglava la mitja melena, es posava les seves arracades preferides i una gran quantitat d'audàcia i rubor i anava a la batalla. Coquetejava perquè era divertit i es posava un vestit de bany d'una sola peça perquè tenia bona figura […] Era conscient que les coses que feia eren les coses que sempre havia volgut fer. Les mares desaprovaven que els seus fills portessin a les flappers als balls, a festes de mitja tarda, a nedar i més que res odiaven que els obrissin el seu cor. | » |

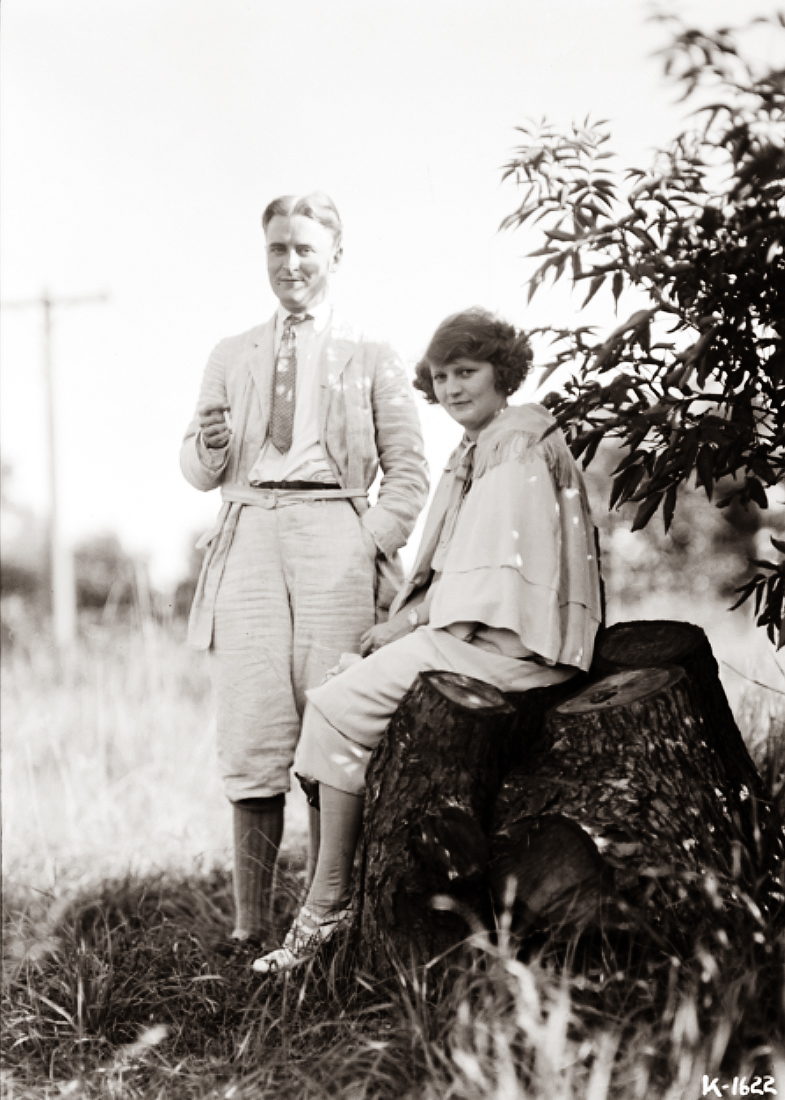
Zelda i Scott a Dellwood (1921)

Zelda va continuar escrivint, va publicar i vendre diverses històries curtes i articles. Va ajudar a Scott a escriure l'obra de teatre The Vegetable però, quan va fracassar, els Fitzgerald es van trobar endeutats. Scott es va dedicar a escriure històries curtes frenèticament per pagar les factures, però es va saturar i es va deprimir. L'abril del 1924, es van mudar a París.

## Expatriació
Poc després d'haver arribat a París, aviat es van traslladar a Antíbol, a la Costa Blava francesa. Mentre Scott es trobava absort escrivint El gran Gatsby, Zelda es va enamorar d'un jove pilot francès, Edouard S. Jozan. Passava les seves tardes nedant a la platja i les nits ballant en els casinos amb en Jozan. Després de sis setmanes, Zelda li va demanar el divorci a Scott. Aquest, en un primer moment, va voler encarar-se amb Jozan però, en comptes de resoldre la demanda de Zelda, va decidir tancar-la a casa fins que abandonés la seva petició de divorci. Jozan no sabia que Zelda havia demanat el divorci. Va abandonar la Costa Blava el mateix any i els Fitzgerald mai més el van tornar a veure. Temps després, Jozan li explicaria a la biògrafa de Zelda, Milford, que qualsevol infidelitat era imaginària: «Tots dos tenien necessitat d'un drama, el van inventar, i potser ells mateixos eren les víctimes de la seva pròpia imaginació malaltissa». A la obra de Fitzgerald, A Life in Letters, es va referir a l'assumpte de Jozan en la carta d'agost a Ludlow Fowler. Va comparar la pèrdua d'il·lusions a El gran Gatsby amb la pèrdua de confiança en la fidelitat de Zelda. El llibre reflectia els aspectes essencials dramatitzats del seu amor amb Zelda, del festeig, la ruptura, i la restauració del seu èxit financer, i va deixar clar l'engany de Zelda amb Jozan, «em sento també vell aquest estiu […] tota la càrrega d'aquesta novel·la —la pèrdua d'aquestes il·lusions que li donen color al món, que no t'interessa si són vertaderes o falses sempre que formin part de la gloriosa màgia». El gran Gatsby va restar en forma de projecte durant la crisi de Jozan del juliol de 1924, i el manuscrit va ser enviat a Scribner's a la fi d'octubre. Fitzgerald va escriure en els seus quaderns personals: «El setembre de 1924, sabia que havia passat alguna cosa que mai no podria ser arreglada».
Després d'aquesta baralla, els Fitzgerald aparentaven que tot anava bé davant dels seus amics, actuant com si fossin feliços. Al setembre, Zelda va prendre's una sobredosi de pastilles per a dormir. La parella mai va parlar de l'incident, i es va negar a discutir si era o no un intent de suïcidi. Scott va continuar escrivint i va acabar El gran Gatsby a l'octubre. Van intentar celebrar-ho amb un viatge a Roma i Capri, però tots dos se sentien infeliços. Quan Scott va rebre les correccions de la novel·la, tenia dubtes sobre el títol: Trimalchio in West Egg, només Trimalchio o Gatsby, Gold-hatted Gatsby, o The High-bouncing Lover. Pel que sembla, va ser Zelda qui va decidir que el títol hauria de ser El gran Gatsby. Va ser en aquest viatge, mentre es trobava malalta de colitis, quan Zelda va començar a pintar.
L'abril del 1925, de tornada a París, Scott va conèixer a Ernest Hemingway, qui va fer molt per promoure la seva carrera. Hemingway i Scott Fitzgerald es van fer bons amics, però Zelda i Hemingway es van desagradar des de la primera vegada que es van conèixer, i ella el va descriure obertament com a «fals», «aquesta fada amb pèl al pit» i «fals com un xec sense fons». Considerava que la personalitat dominant masclista de Hemingway era simplement una postura; Hemingway, per la seva banda, li va dir a Scott que Zelda estava boja. Scott no ajudava a que Zelda tingués una millor impressió de Hemingway, ja que sempre que s'ajuntaven, Scott insistia que els expliqués la història del seu enamoriscament amb Jozan a Hemingway i a la seva dona Hadley. Una vegada, els Fitzgerald els van explicar als Hemingway que l'enamoriscament va acabar quan Jozan es va suïcidar. De totes maneres, va ser a través de Hemingway com els Fitzgerald es van introduir en la comunitat d'expatriats Generació perduda, a la qual també pertanyien Gertrude Stein, Alice B. Toklas, Robert McAlmon i d'altres.
Una de les escletxes més greus entre ells va ocórrer quan Zelda li va dir a Scott que la seva vida sexual havia decaigut perquè ell era «una fada» i probablement tenia una relació homosexual amb Hemingway. No hi ha evidència de que cap dels dos fos homosexual, però Scott va decidir anar amb una prostituta per provar la seva heterosexualitat. Zelda va descobrir els condons que Scott havia comprat abans que es produís la trobada, esdevenint una amarga baralla, que va provocar una gelosia permanent. Més tard, en una ocasió, Zelda es va deixar caure per unes escales de marbre en una festa, perquè Scott, absort en parlar amb Isadora Duncan, l'ignorava.
El crític literari Edmund Wilson, recordant una festa a la casa dels Fitzgerald a Edgemoor, Delaware, el febrer de 1928, va descriure a Zelda:
| « | Em vaig asseure al costat de Zelda, que lluïa radiant. Alguns dels amics d'Scott estaven molestos; altres estaven encantats amb ella. Jo era un dels que estaven encantats. Tenia la rebel·lia d'una bellesa del sud i la manca d'inhibició d'un nen. Parlava amb tanta espontaneïtat i enginy que aviat vaig deixar de preocupar-me pel fet que la conversa era en realitat una 'lliure associació' d'idees i no podia seguir-la. Poques vegades he conegut a una dona que s'expressi de manera tan meravellosa i fresca: no tenia 'frases preparades' i no feia cap esforç per fer fluir la conversa. Tanmateix, es va evaporar fàcilment; però, recordo una cosa que va dir aquesta nit: que l'escriptura de Galsworthy era d'un to blau, pel qual ella no en tenia cap interès. | » |

## Obsessió i malaltia
Tot i que Scott s'inspirava constantment en la intensa personalitat de Zelda per als seus escrits, gran part del problema entre ells va venir per l'avorriment i aïllament que Zelda experimentava quan ell escrivia. L'interrompia constantment mentre treballava i tots dos es van empobrir al llarg dels anys vint. Scott havia esdevingut alcohòlic, el comportament de Zelda es tornava cada vegada més erràtic i cap de tots dos va avançar en els seus esforços creatius.
Zelda tenia un profund desig de desenvolupar un talent propi, probablement com a reacció a la fama i l'èxit de Scott com a escriptor. Amb 27 anys, es va obsessionar amb el ballet, que ja havia estudiat de nena. Durant aquella època havia rebut moltes lloances sobre el seu talent per al ball i, tot i que les opinions dels seus amics variaven sobre les seves aptituds, sembla que en efecte tenia un bon nivell de ballet i bastant talent. No obstant això, Scott estava completament en contra del desig de la seva dona d'esdevenir una ballarina professional, ho considerava una pèrdua de temps. Zelda reprendre els estudis de ballet el 1925, a París, massa tard com per esdevenir una ballarina realment excepcional, però insistia de manera obsessiva en practicar rigorosament tots els dies fins a vuit hores diàries, el que va contribuir a un esgotament físic i mental. El setembre de 1929 va ser convidada a formar part de l'escola de ballet de la Companyia de Ballet de l'Òpera de San Carlo a Nàpols, però, tot i que això significaria l'èxit que buscava, va rebutjar la invitació. Mentre el públic encara creia que els Fitzgerald vivien una vida plena de glamour, els seus amics van notar que les seves festes havien passat de ser elegants a autodestructives, tots dos s'havien convertit en una companyia poc agradable.
L'abril del 1930, Zelda va ingressar a un sanatori a França, després de mesos d'observació, tractament i consulta amb un dels psiquiatres més importants d'Europa, el doctor Eugen Bleuler, fou finalment diagnosticada d'esquizofrènia. Primer va ser admesa en un hospital als afores de París, però va ser traslladada a una clínica a Montreux, a Suïssa, on es van tractar principalment les seves malalties gastrointestinals i, a causa dels seus problemes psicològics, va ser traslladada a un centre psiquiàtric a Prangins, a la vora del llac Leman. Fou donada d'alta el setembre de 1931 i els Fitzgerald van tornar a Montgomery on el pare de Zelda, el jutge Sayre, s'estava morint. Enmig del dolor de la família, Scott va anunciar que marxava a Hollywood. El jutge Sayre va morir mentre Scott es trobava fora i la salut de Zelda es va començar a deteriorar altra vegada. El febrer de 1932, fou readmesa en una clínica psiquiàtrica.

## Save Me the Waltz
El 1932, mentre es trobava ingressada a la clínica Phipps de l'Hospital Johns Hopkins de Baltimore, Zelda va tenir una explosió de creativitat. Durant les primeres sis setmanes a la clínica, va escriure una novel·la sencera Save Me the Waltz, i se la va enviar al publicista d'Scott, Maxwell Perkins. Quan Scott va llegir el llibre de Zelda, una setmana després que ella l'hi enviés a Perkins, es va enfuriscar. El llibre era un relat semi-autobiogràfic del matrimoni dels Fitzgerald. Per carta, Scott la va reprobar i li va reclamar que la novel·la estava inspirada en material autobiogràfic que ell pensava utilitzar en la seva novel·la Tender Is the Night, en la qual havia estat treballant durant anys i que finalment seria publicada el 1934. Scott va obligar a Zelda a revisar la novel·la, eliminant les parts que contenien material que ell volia utilitzar. Tot i que la Gran Depressió havia assotat els Estats Units, Scribner's va acceptar publicar el llibre, i el 7 d'octubre de 1932 varen sortir a la venda 3010 exemplars.
Les similituds amb la vida dels Fitzgerald eren òbvies. La protagonista de la novel·la era Alabama Beggs, qui com Zelda, era filla d'un jutge del sud dels Estats Units i es casava amb David Knight, un aspirant a pintor que de cop esdevenia famós pel seu treball. Vivien la vida massa ràpid a Connecticut abans de mudar-se a viure a França. Descontenta amb el seu matrimoni, Alabama es dedicà al ballet. Tot i que tots li deien que no tenia esperances, ella perseverava i després de tres anys es converteix en la ballarina principal d'una companyia. Alabama cau malalta per l'esgotament i la novel·la acaba quan la parella torna al sud dels Estats Units amb la família d'ella, ja que el seu pare s'està morint. Temàticament, la novel·la retrata la lluita d'Alabama (i per tant de Zelda) de créixer més enllà de ser «una espectadora de la vida», de guanyar-se el respecte pels seus èxits i mèrits propis, i de poder assolir la pròpia independència. L'estil de Zelda era bastant diferent al d'en Scott. El llenguatge emprat a Save Me the Waltz està ple de floreigs verbals i de complexes metàfores. La novel·la és també profundament sensual; la crítica literària Jacqueline Tavernier-Courbin va escriure el 1979 «la sensualitat sorgeix quan Alabama pren consciencia de l'explosió de vida dins d'ella, la consciència del cos, les imatges naturals a través de les quals no només s'expressen emocions o fets simples, sinó la presència aclaparadora dels sentits, en particular el tacte i olfacte, en cada descripció».
En el seu moment, però, el llibre no va ser ben rebut per la crítica. Per a la consternació de Zelda, va vendre només 1.392 còpies, de manera que va guanyar 120,73 dòlars. El fracàs de Save Me the Waltz i les dures crítiques de n’Scott per haver-la escrit, acusant-la de plagiadora i anomenant-la «escriptora de tercera» van trencar el seu ànim. Va ser l'única novel·la que va publicar.

## Darrers anys i mort
A partir de mitjans de la dècada de 1930, Zelda va passar la resta de la seva vida diferents etapes d'angoixa mental. Algunes de les pintures que hi havia dibuixat els anys anteriors, dins i fora del sanatori, van ser exhibides el 1934. Tal com els seus llibres, Zelda se sentia decebuda amb la resposta pública al seu art. The New Yorker va descriure les pintures com «pintures fetes per la gairebé mística Zelda Fitzgerald, amb alguns matisos emocionals o associacions de la tan anomenada era del jazz», sense valorar, descriure realment res més de les obres, ni fer-ne una valoració realment acurada. Es va tornar violenta i esquerpa, i el 1936 Scott la va ingressar a l'Hospital Highland d'Asheville, a Carolina del Nord, i va escriure amb tristesa als seus amics:
| « | Zelda ara afirma estar en contacte directe amb Crist, Guillem el Conqueridor, Maria Estuardo, Apol·lo i tota la parafernàlia […] Per tot el que ella ha patit realment, no hi ha cap nit en la qual jo estigui sobri […] De manera estranya, potser increïble per a vosaltres, ella sempre va ser la meva nena (això no era recíproc com ho és freqüentment en el matrimoni) […] Vaig ser la seva única realitat, freqüentment l'únic enllaç que aconseguia fer el món tangible per a ella. | » |

El juny de 1937, Zelda va romandre a l'hospital mentre Scott va retornar a Hollywood per a un treball amb la MGM, on cobraria 1000 dòlars setmanals. Sense el coneixement de Zelda, Scott va començar una relació seriosa amb la columnista de cinema Sheilah Graham. Malgrat l'entusiasme de l'afer, Scott es va tornar un amargat i estava molt cremat. Quan la seva filla «Scottie» va ser expulsada de l'internat on estudiava, el 1938, ell va culpar a Zelda. Encara que Scottie va ser acceptada al Vassar College, el ressentiment de l'escriptor cap a Zelda era més gran que mai. Milford va escriure sobre la mentalitat de Scott: «la vehemència de la seva rancúnia amb Zelda era clara. Ella era la que l'havia arruïnat, la que l'havia fet esgotar el seu talent […] Havia estat enganyat pel somni de Zelda».
Després d'una violenta baralla amb Graham el 1938, en la qual Scott estava borratxo, va tornar a Asheville. Un grup de l'hospital de Zelda havia planejat un viatge a Cuba, però Zelda es va perdre el viatge. Els Fitzgerald van decidir anar pel seu compte. El viatge va ser un desastre fins i tot per als seus estàndards. Scott fou colpejat quan va intentar aturar una baralla de galls i va tornar als Estats Units tan intoxicat i esgotat que va haver de ser hospitalitzat. Els Fitzgerald mai més es van tornar a veure.
Scott va tornar a Hollywood amb Graham; Zelda va tornar a l'hospital. No obstant això, va fer progressos a Asheville, i al març de 1940, quatre anys després de la seva admissió, va ser donada d'alta. S'estava acostant als 40 anys, els seus amics havien desaparegut i els Fitzgerald no tenien gaire diners. Scott estava cada vegada més amargat pels seus propis fracassos i l'èxit del seu vell amic Hemingway. Es van escriure sovint fins a la mort de Scott el desembre de 1940. A Zelda li va ser impossible assistir al seu funeral a Rockville, a Maryland.
Zelda va llegir el manuscrit no acabat de la novel·la que Scott estava escrivint quan va morir, The Last Tycoon. Va escriure al crític literari Edmund Wilson, que havia acordat editar el llibre, reflexionant sobre el seu llegat. Zelda creia, segons afirma la seva biògrafa Milford, que l'obra de Scott tenia «un temperament americà basat en la creença en un mateix i de 'sobreviure', al que els contemporanis a Scott havien renunciat. Scott, insistia Zelda, no ho havia fet. Els seus treballs posseïen una vitalitat i fortalesa esdevinguda de la seva incansable fe en si mateix».
Després de llegir The Last Tycoon, Zelda va començar a treballar en una nova novel·la, Caesar's Things. Es va perdre les noces de Scottie, al igual que el funeral de Scott. L'agost de 1943, havia tornat a l'Hospital Highland. Va treballar en la seva novel·la mentre era admesa i donada d'alta de l'hospital. No va millorar, ni va acabar la novel·la. La nit del 10 de març de 1948, hi va haver un incendi a la cuina de l'hospital. Zelda estava tancada en una habitació, esperant la teràpia d'electroshock. El foc es va desplaçar a través del forat del muntacàrregues, propagant-se per tots els pisos de l'hospital. Les sortides d'emergència, en estar fetes de fusta, es van incendiar també. Nou dones, incloent a Zelda, van morir aquella nit.

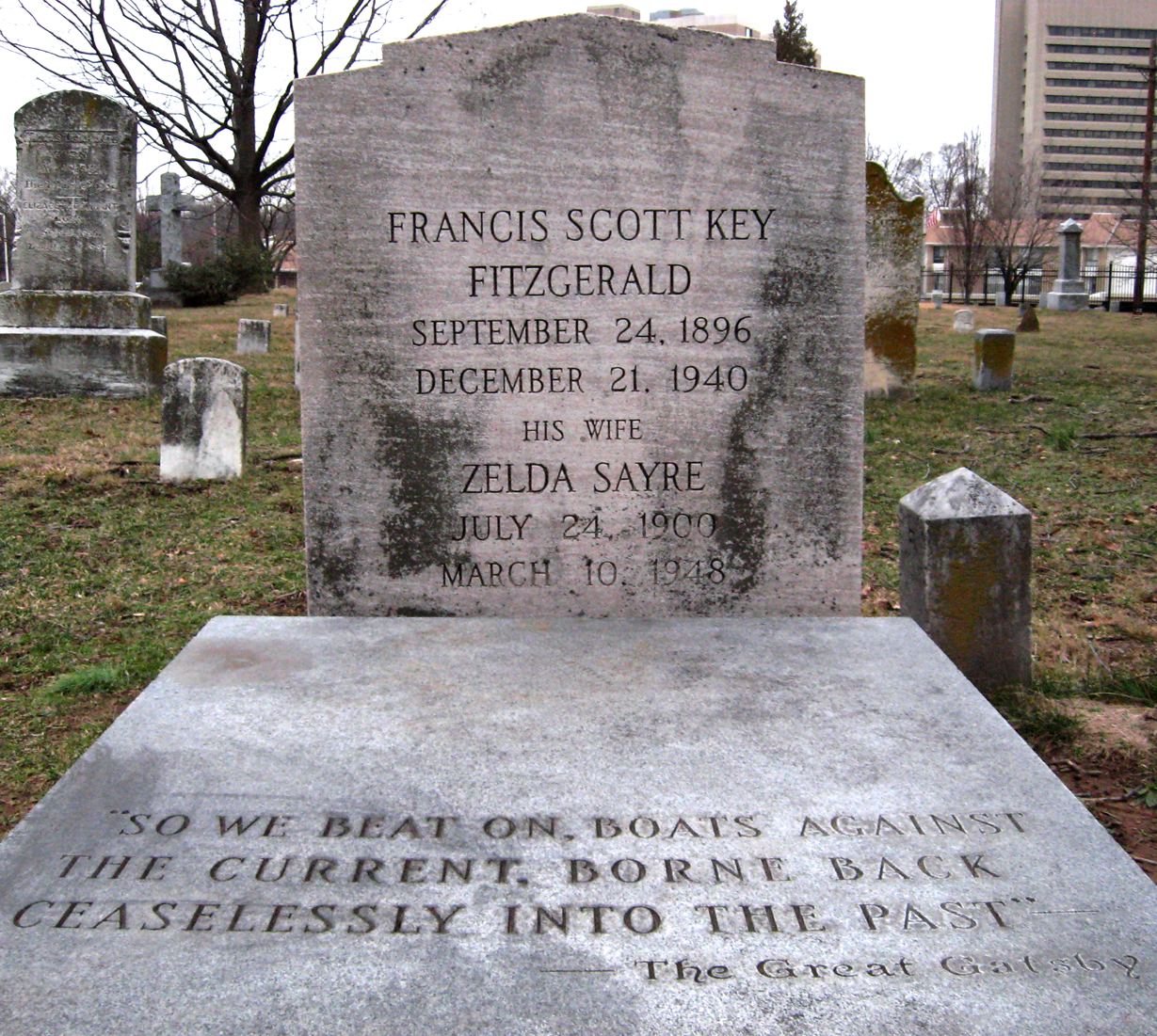
Tomba de Zelda i Scott a Rockville (Maryland)

La seva filla, Scottie, va escriure després de la seva mort:
| « | Crec, i hi ha poca evidència documental en contra, que si la gent no està boja aconsegueix lliurar-se de situacions que semblen una bogeria, així que mai no he pogut entendre la idea que va ser l'alcoholisme del meu pare el que la va portar al sanatori. Tampoc crec que ella el fes tornar-se un alcohòlic. | » |

Zelda i Scott varen ser enterrats a Rockville, originalment al Rockville Union Cemetery, lluny de la parcel·la familiar. Tanmateix, el 1975, Scottie va aconseguir que els enterressin amb els altres Fitzgerald al cementiri catòlic Saint Mary's Catholic Cemetery, també a Maryland. Inscrita en el seu làpida es troba l'escena final d'El gran Gatsby: «D'aquesta manera hem superat, vaixells contra el corrent, tornar incessantment cap al passat».

## Reavaluació crítica i reconeixement pòstum
Després de l'èxit de la biografia de Milford, Zelda: A Biography, els estudiosos i crítics van començar a mirar i avaluar altra vegada l'obra de Zelda. En una edició de 1968 de Save Me the Waltz, el estudiós sobre l'obra de F. Scott Fitzgerald, Matthew Bruccoli, va escriure: «val la pena llegir Save Me the Waltz, en part perquè qualsevol cosa que il·lumini la carrera de F. Scott Fitzgerald ho val, i perquè és l'única novel·la publicada per una dona valenta i amb talent que és recordada per les seves derrotes». Però, pel fet que Save Me the Waltz es va començar a llegir més en conjunt amb la biografia escrita per Milfrod, van sorgir noves perspectives. El 1979, Jacqueline Tavernier-Courbin va escriure, refutant la postura de Bruccoli: «Save Me the Waltz és una novel·la fascinant i commovedora que hauria de ser llegida pel seu propi mèrit, en igualtat com es fa amb Tender Is the Night. No necessita altra justificació, més que la seva excel·lència comparativa».
Save Me the Waltz va esdevindre el centre de molts estudis literaris que exploraven diferents aspectes del treball de Zelda: la manera en què la novel·la contrastava amb l'opinió d'en Scott sobre el matrimoni a Tender Is the Night; com la cultura que va sorgir en la dècada de 1920 posava l'èmfasi en la dona moderna; i com aquestes actituds van provocar una falsa representació de «malaltia mental» en les dones.
Els llibres escrits per Zelda Fitzgerald (incloent Save Me the Waltz), editats per Matthew J. Bruccoli, varen ser publicats el 1991. El crític literari del The New York Times, Michiko Kakutani, va escriure: «el fet que la novel·la es escrivís només en dos mesos és increïble. Aconsegueix encantar, divertir i moure els lectors, i això és encara més impressionant. Zelda Fitzgerald va aconseguir, en aquesta novel·la, transmetre la seva pròpia desesperació heroica de tenir èxit en alguna cosa seva, i també aconsegueix distingir-se a si mateixa com una escriptora amb, com Edmund Wilson va dir del seu marit, un 'talent per convertir el llenguatge en alguna cosa iridescent i sorprenent'».
Els acadèmics continuen examinant i debatent el paper que Scott i Zelda van tenir en sufocar entre ells les seves respectives creativitats. El biògraf de Zelda, Cline, va escriure que «els dos camps són tan diametralment oposats com els camps literaris entre Plath i Hughes», una referència a la forta controvèrsia sobre la relació marit-muller dels poetes Ted Hughes i Sylvia Plath.
Les pintures de Zelda també han tornat a ser apreciades i reconsiderades per si mateixes. Després d'haver passat gran part dels anys 1950 i 1960 en golfes familiars —la mare de Zelda fins i tot va cremar gran part de les pintures perquè no li agradaven—, el seu treball ha despertat l'interès dels estudiosos. S'han fet exposicions de la seva obra artística als Estats Units i a Europa. Una ressenya d'una de les exposicions, escrita pel comissari Everl Adair, assenyala la influència de Vincent van Gogh i Geòrgia O'Keeffe en les pintures, i conclou que el seu corpus d'art supervivent «representa el treball d'una dona visionària i talentosa que es va superar sobre enormes possibilitats per crear un art fascinant —un que ens inspira a rememorar la vida que podria haver estat».
El 1992, Zelda fou incorporada al Saló de la Fama de la Dona d'Alabama.

## Llegat
La notícia de la mort de Zelda, el 1948, no va generar gran interès; Scott es considerava un fracassat quan va morir sobtadament el 1940, i també havia passat bastant desapercebuda. Va ser pòstumament quan van resorgir les seves figures. El 1950 el guionista Budd Schulberg, que va conèixer a Scott en els seus anys a Hollywood, va escriure The Disenchanted, on presentava un personatge alcohòlic i fracassat, inspirat en F. Scott Fitzgerald. Posteriorment, el professor de la Universitat de Cornell Arthur Mizener va escriure una biografia de F. Scott Fitzgerald titulada The Far Side of Paradise, que va revifar l'interès per la parella entre els acadèmics. La biografia de Mizener es va publicar en capítols a la revista literària The Atlantic Monthly, mentre que a la revista Life, una de les revistes més llegida i discutida dels Estats Units, es va publicar una història sobre les seves obres. Scott fou considerat un fascinant fracassat i es va culpar a la salut mental de Zelda de la seva pèrdua de potencial com a escriptor.

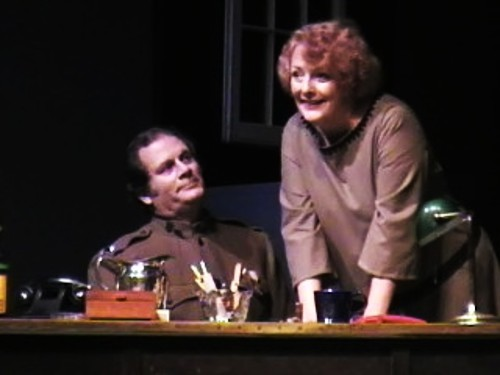
Lance Adell com a F. Scott Fitzgerald i Lauren Bloom com a Zelda Fitzgerald a The Last Flapper

El 1958 es va estrenar a Broadway una obra de teatre basada en la novel·la The Disenchanted. El mateix any Sheilah Graham, l'amant de Scott a Hollywood, va publicar unes memòries, Beloved Infidel, sobre els últims anys que van estar junts. Beloved Infidel es va convertir en un best-seller i va inspirar una pel·lícula que van protagonitzar Gregory Peck, com a Scott, i Deborah Kerr, en el paper de Graham. Tant el llibre com la pel·lícula el van pintar d'una manera més compassiva que en d'altres treballs anteriors. El 1970 però, el matrimoni de Scott i Zelda va patir una revisió més acurada quan Nancy Milford, una estudiant de postgrau de la Universitat de Colúmbia, va publicar el llibre Zelda: A Biography. Va ser finalista per a un Premi Pulitzer i per al Premi Nacional del Llibre, i va aparèixer durant setmanes en la llista de bestsellers del The New York Times. El llibre presenta a Zelda com una artista per propi dret, el talent de la qual va ser menyspreat per un marit controlador. Zelda es va convertir en una icona del moviment feminista en la dècada de 1970: una dona amb talent no valorat, havia estat anul·lada per una societat patriarcal. Quan Tennessee Williams va representar la vida dels Fitzgeralds a la dècada de 1980 a Clothes for a Summer Hotel, va apostar per basar-se en el relat de Milford. Va presentar una caricatura de Scott i Zelda com a epítoms de la glorificació de la joventut de l'edat del jazz, com a representants de la Generació perduda, i com una paràbola sobre sobre les trampes de l'èxit en excés.
Zelda va ser la inspiració per a «Witchy Woman» la cançó que parla de bruixes seductores escrita per Don Henley i Bernie Leadon per als Eagles, després que Henley llegís la biografia de Zelda, de la musa, la geni darrere del seu marit F. Scott Fitzgerald, la salvatge, encisadora i captivadora "flapper" de l'era del jazz i el bojos anys 1920, encarnada a The Great Gatsby com la personalitat desinhibida i temerària de Daisy Buchanan. El comportament de Zelda, les festes i els excessos, es reflecteix en la lletra de «Witchy Woman», i també com en van ser de perjudicials per a la seva salud mental «es va tornar boja amb la cullera de plata», és una referència al temps que va passar Zelda en una institució mental i la cullera de plata amb orificis que s'usava per dissoldre tarrons de sucre en absenta.
La imatge glamurosa de Zelda va inspirar el nom del personatge de la Princesa Zelda, el videojoc creat per Shigeru Miyamoto, The Legend of Zelda. Miyamoto va explicar: «Zelda era el nom de l'esposa del famós novel·lista F. Scott Fitzgerald. Era una dona famosa i bella, i em va agradar el so del seu nom. Així que em vaig prendre la llibertat d'usar-lo per al primer títol de Zelda». Del llegat de Zelda a la cultura popular, el biògraf Cline va escriure: «Recentment, el mite ha comparat Zelda amb d'altres icones del segle xx, com Marilyn Monroe i la princesa Diana de Gal·les. Amb cadascuna comparteix una resistència a la tradició i convencions, intensa vulnerabilitat, bellesa impactant, lluita sense descans per una identitat seriosa, una vida curta i tràgica, i naturalesa impossible». El 1989, es va inaugurar a Montgomery el museu F. Scott i Zelda Fitzgerald, a una casa que llogaren el 1931 i el 1932. És un dels pocs llocs on es conserven algunes de les seves pintures.